# Reigoto
Reigoto es una casería perteneciente a la parroquia de Castrillón, en el concejo de Boal, comarca de Eo-Navia, Principado de Asturias, España.
Cuenta con una población de 3 habitantes (INE, 2013) y se encuentra a unos 410 m de altura sobre el nivel del mar, en la margen derecha del río Navia. Dista unos 10 km de la capital del concejo, tomando desde esta primero la carretera AS-12 en dirección a Grandas de Salime, desviándose luego en San Luis por la AS-35 en dirección a Villayón, y finalmente a la derecha, unos 500 m tras pasar Castrillón.